# آبدره

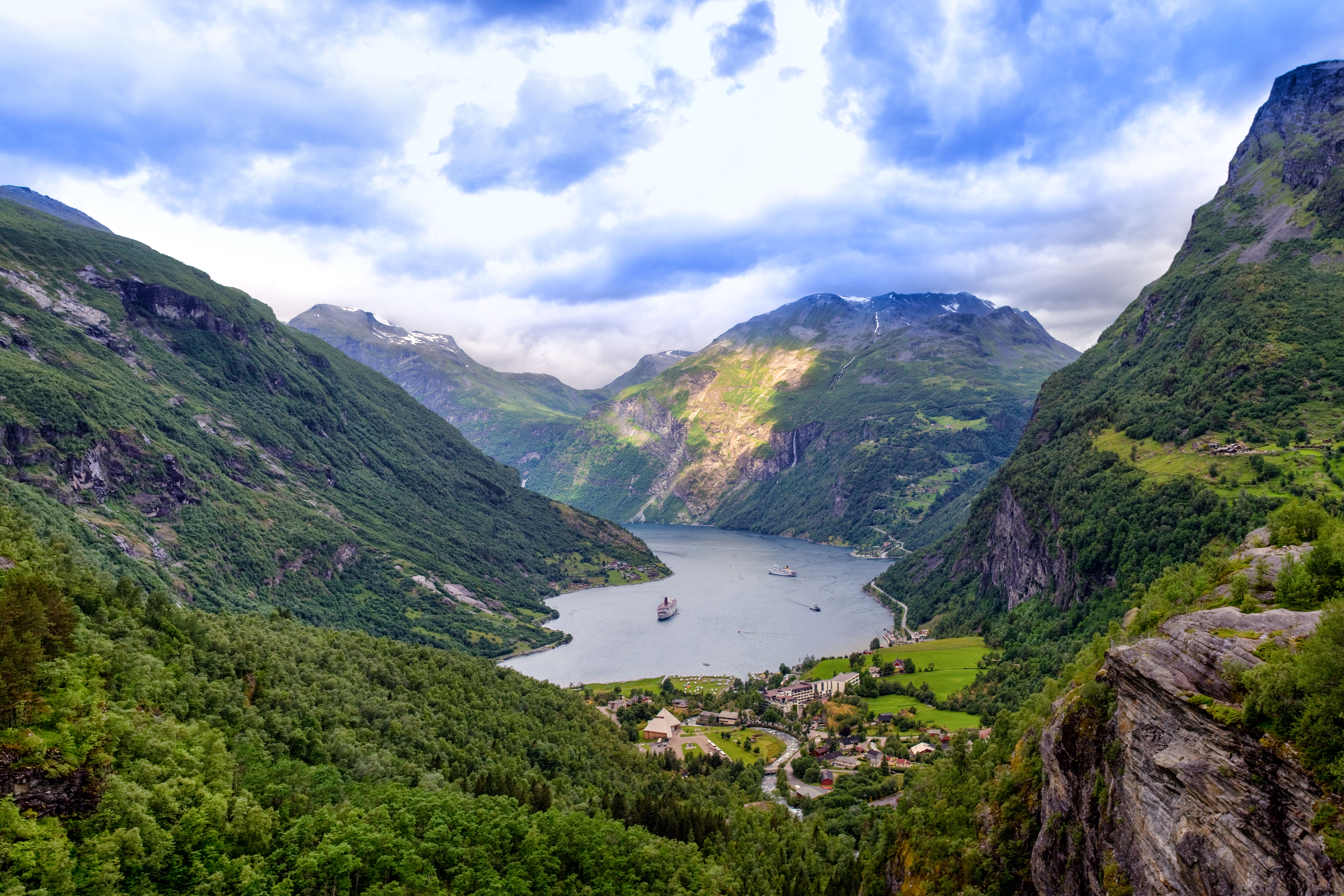
گیرانگرفیورد یک آبدره در نروژ

آبدَره یا فیورد (به انگلیسی: fjord) شاخابهٔ باریک و ژرفی از دریا است که در خشکی پیش رفته باشد. آبدره معمولاً دارای دیواره‌های پرشیب و تندی است. این دیواره‌ها در پی زیر آب رفتن دامنه‌های کوه‌ها یا ادامه فرسایش یخچالی زیاد و عمیق شدن یک دره ساحلی تشکیل یافته‌است.
پدیده آبدره در کرانه‌های نروژ بسیار دیده می‌شود. واژه انگلیسی برای آبدره یعنی Fjord هم از زبان نروژی آمده‌است.
آبدره‌ها معمولاً در نقاطی دیده می‌شوند که یخگیریهای کهن یا امروزه به درون رویه دریا کشیده شده باشند. آبدره زمانی تشکیل می‌شود که یک یخچال طبیعی به دریا رسیده و آب شود. یخچال‌ها معمولاً دره‌های U شکل ویژه خود را برمی‌کنند. این آب شدن یخچال، دره‌ای پرشیب و باریک برجا میگذارد که آب دریا در آن می‌ریزد. این ریزش دریاچهای ژرف و باریک پدید می‌آورد (گاه تا ژرفای ۱۳۰۰ م) که به دریا پیوند دارد.

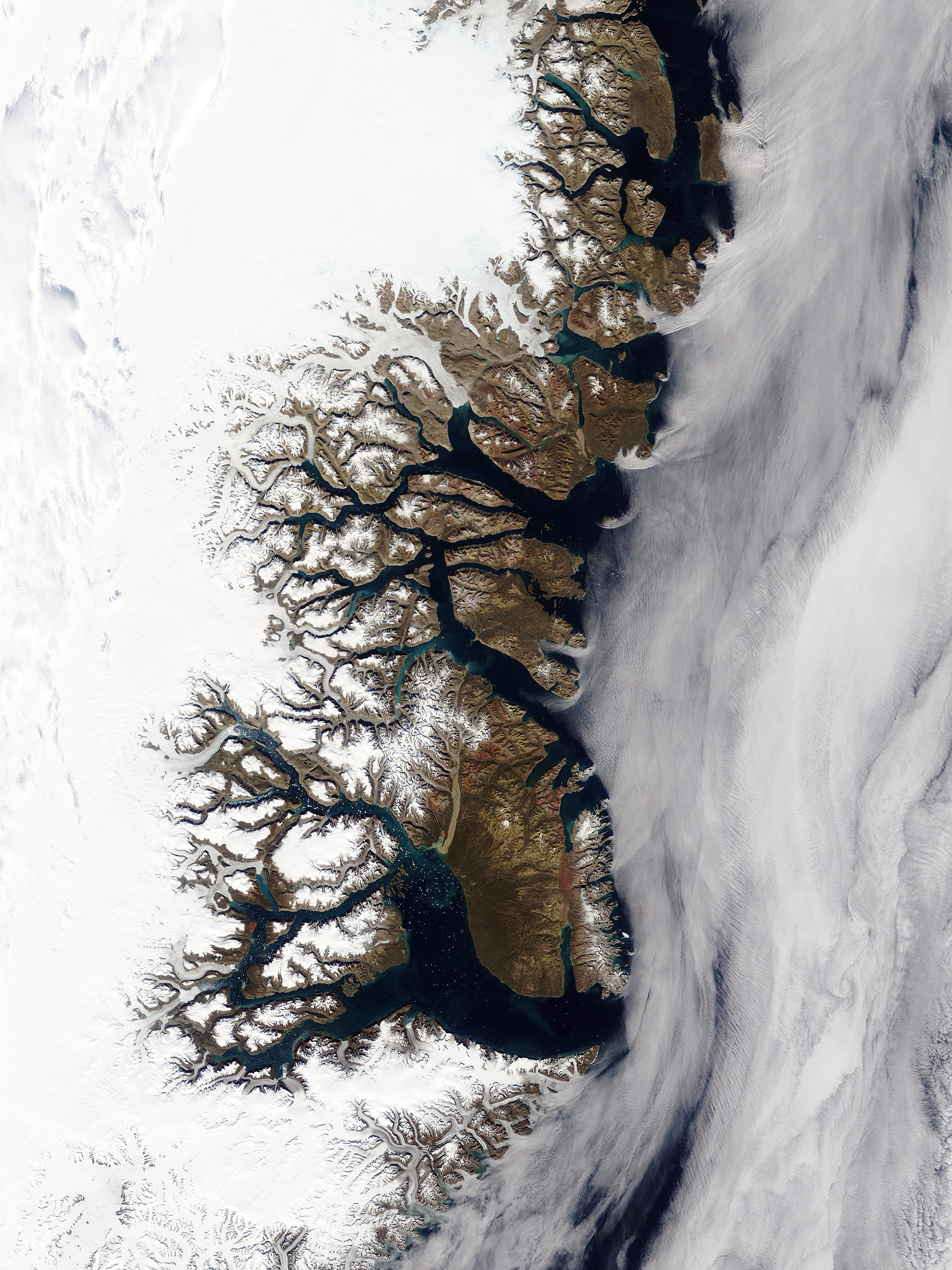
مجموعه‌ای از آبدره‌ها در گرینلند

یخرفت پایانه‌ای، که از سوی یخچال به پایین دره رانده می‌شود در دهانه آبدره در زیر آب برجا می‌ماند. این روند باعث می‌گردد تا آب در گلوگاه یک آبدره نسبت به پشت گلوگاه آن کم ژرفاتر باشد.